# Вилафонтана (Верона)
Вилафонтана је насеље у Италији у округу Верона, региону Венето.
Према процени из 2011. у насељу је живело 590 становника. Насеље се налази на надморској висини од 29 м.